# Walter Leinweber
Walter Leinweber (Német Birodalom, Füssen, 1907. április 18. – 1997. március 2.) Európa-bajnok, világbajnoki ezüstérmes, olimpiai bronzérmes német jégkorongozó kapus.
Az 1932. évi téli olimpiai játékokon játszott a jégkorongtornán, Lake Placidban. Az amerikai olimpiára csak négy csapat ment el, így oda-visszavágós volt a torna. A lengyel csapat, a kanadai csapat és az amerikai csapat vett részt. A két észak-amerikai válogatott mögött végeztek a harmadik helyen, így olimpiai bronzérmesek és világbajnoki bronzérmesek is lettek. Ő volt a németek egyetlen kapusa.
Három jégkorong-világbajnokságon vett részt a német válogatottal: az 1930-as jégkorong-világbajnokságon ezüstérmes lett és ez jégkorong-Európa-bajnokságnak is számított, így Eb-aranyérmet is nyert. Az 1934-es jégkorong-világbajnokságon bronzérmes lett, és ismét Európa-bajnok.
Tagja a Német Jégkorong Hírességek Csarnokának.